# Orfilea multispicata
Orfilea multispicata är en törelväxtart som först beskrevs av Henri Ernest Baillon, och fick sitt nu gällande namn av Grady Linder Webster. Orfilea multispicata ingår i släktet Orfilea och familjen törelväxter.
Artens utbredningsområde är Madagaskar. Inga underarter finns listade i Catalogue of Life.